# غوردون كينيدي
غوردون كينيدي (بالإنجليزية: Gordon Kennedy)‏ هو منتج أسطوانات أمريكي، ولد في 1959 في شريفبورت في الولايات المتحدة.

## وصلات خارجية
- غوردون كينيدي على موقع ميوزك برينز (الإنجليزية)
- غوردون كينيدي على موقع ديسكوغز (الإنجليزية)